# You (Gotthard)
You è il terzo e ultimo singolo estratto da Open, il quarto album in studio della rock band svizzera Gotthard.
Quando suonata dal vivo, è stata spesso preceduta da una breve introduzione di chitarra di Mandy Meyer, come visibile nel DVD More Than Live.

## Tracce
Tutte le canzoni sono state composte da Steve Lee, Leo Leoni e Chris von Rohr.
1. You – 4:19
2. Mad Love – 2:58